# 28 mai
Pour les articles homonymes, voir Vingt-Huit-Mai.
28 avril 28 juin
Chronologies thématiques
- Croisades
- Ferroviaires
- Sports
- Disney
- Anarchisme
- Catholicisme

Abréviations / Voir aussi
- (° 1852) = né en 1852
- († 1885) = mort en 1885
- a.s. = calendrier julien
- n.s. = calendrier grégorien
- Calendrier
- Calendrier perpétuel
- Liste de calendriers
- Naissances du jour

Le 28 mai est le 148e jour, moins souvent le 149e, de l'année du calendrier grégorien ; il en reste ensuite 217.
Son équivalent était généralement le 9 prairial du calendrier républicain ou révolutionnaire français, officiellement dénommé jour du serpolet.

## Événements

### VIesiècleav. J.-C.
- -585 (en équivalents calendaires des cultures en présence) : bataille de l'Éclipse ou du fleuve l'Halys de nos jours en Turquie, clôturant une guerre de cinq de nos années actuelles entre Lydiens et Mèdes, et interrompue sans nombre connu de morts par une éclipse du Soleil interprétée comme un présage.

### VIIesiècle
- 621 : bataille de Hulao.

### XIIIesiècle
- 1258 : la France signe un traité de Paris avec l'Angleterre.

### XVIIIesiècle
- 1757 : bataille de Jumonville Glen lors de la guerre de Sept Ans.
- 1795 : bataille de Grand-Champ lors de la Chouannerie.

### XIXesiècle
- 1830 : signature de l'Indian Removal Act, qui ordonne la déportation des Amérindiens à l'ouest du Mississippi.
- 1871 : fin de la Commune de Paris.
- 1892 : fondation du Sierra Club par John Muir.

### XXesiècle
- 1918 :
  - première indépendance de l'Azerbaïdjan.
  - première indépendance de l'Arménie.
- 1926 : coup d'État au Portugal, qui met fin à la Première République, et conduit à l'installation de l'Estado Novo.
- 1940 : 
  - massacre de Wormhout à Esquelbecq. Treize personnes en réchappent, dont Bert Evans.
  - capitulation belge à l'issue de la campagne des 18 jours, lors de la Seconde Guerre mondiale.
- 1942 : en représailles à l'attentat contre Reinhard Heydrich en Tchécoslovaquie, les nazis massacrent plus de 1 800 personnes.
- 1957 : massacre de Melouza, en Algérie.
- 1961 : Peter Benenson lance un appel, dans The Observer, en faveur «des prisonniers oubliés», l'origine de l'Amnesty International.
- 1974 : échec de l'accord de Sunningdale, à la suite de la grève loyaliste.
- 1987 : Mathias Rust atterrit sur la place Rouge.
- 1998 : le Pakistan devient officiellement la septième puissance nucléaire mondiale, en effectuant cinq[1] essais nucléaires.

### XXIesiècle
- 2008 : abolition de la monarchie et instauration de la République démocratique fédérale du Népal.
- 2014 : le maréchal al-Sissi remporte l’élection présidentielle égyptienne.
- 2021 : l'Allemagne reconnaît avoir commis un génocide contre les Héréros et les Namas entre 1904 et 1908 au Sud-Ouest africain allemand (actuelle Namibie)[2].
- 2023 : en Turquie, le second tour de l'élection présidentielle donne la victoire pour la troisième fois consécutive à Recep Tayyip Erdoğan[3].
- 2024 : l'Espagne, l'Irlande et la Norvège reconnaissent ensemble la Palestine comme un État[4].

## Arts, culture et religion
- 640 : intronisation du pape Séverin.
- 1608 : première représentation à Mantoue de L'Arianna, de Monteverdi.
- 1904 : triomphe de la version remaniée de Madame Butterfly, de Puccini, au Teatro Grande à Brescia.
- 1922 : première de l'opéra Der Zwerg, d'Alexander von Zemlinsky, au Staatstheater de Cologne.
- 1970 : sortie de L'Aigle noir comme onzième album de la chanteuse Barbara, dont la chanson titre et dramatiquement évocatrice de son père incestueux sera classée en 2015 troisième chanson préférée de Français derrière Mistral gagnant de Renaud et Ne me quitte pas de Jacques Brel[5].
- 2017 : le film  suédois The Square de Ruben Östlund remporte la Palme d'or du 70e Festival de Cannes.
- 2022 : le même Ruben Östlund récidive ès Palme d'or (du 75e Festival de Cannes), cinq années après jour pour jour, avec "Sans filtre" une nouvelle comédie satirique (Triangle of sadness en anglais)[6], intégrant ainsi le club fermé des cinéastes doublement palmés.

## Sciences et techniques
- -585 (en équivalents calendaires des deux camps en confrontation) : éclipse solaire interprétée comme un présage interrompant la bataille ci-avant en Turquie actuelle.
- 1932 : fermeture de l'Afsluitdijk transformant le Zuiderzee en IJsselmeer au lieu-dit Vlieter.
- 1934 : les sœurs Dionne sont le premier exemple connu de quintuplées (nées ci-après) qui survivront à leur petite enfance.
- 2016 : 
  - départ de la goélette Tara Pacific en expédition scientifique sur l'avenir du corail marin.
  - Inauguration du réseau de caméras FRIPON destiné à surveiller le ciel de France pour pister les météorites.

## Économie et société
- 1889 : fondation de l'entreprise Michelin par André et son frère Édouard Michelin.
- 1996 : allocution télévisée de Jacques Chirac annonçant la fin de la conscription militaire obligatoire en France et la création d'une armée de métier[7].
- 2002 : la Belgique dépénalise l’euthanasie active.
- 2020 : Dumitru Comănescu de jure, † depuis, le 27 juin 2020, puis Saturnino de la Fuente García de jure & Olimpio Martins Pires (nl) de facto (ce dernier † à son tour depuis, le 16 octobre 2020, et y laissant seul alors le précédent) "succèdent" à Bob Weighton décédé ci-dessous comme doyen(s) masculin(s) en vie de l'Europe voire de l'humanité.
- 2022 : au Nigeria, une bousculade survient à Port Harcourt et trente-et-unes personnes sont tuées et sept autres blessées[8].
- 2025 : en Suisse, dans le Valais, l'effondrement du glacier du Birch détruit une partie du village de Blatten[9].

## Naissances

### XIIesiècle
- 1140 : Xin Qiji, écrivain chinois de ci (poèmes chantés) de la dynastie Song († 1207).

### XIVesiècle
- 1371 : Jean sans Peur, duc de Bourgogne († 10 septembre 1419).

### XVIesiècle
- 1524 : Sélim II, 11e sultan ottoman († 12 décembre 1574).
- 1588 : Pierre Séguier, homme politique et magistrat français († 28 janvier 1672).

### XVIIesiècle
- 1641 : Janez Vajkard Valvasor, noble, érudit et polymathe slovène († 19 septembre 1693).
- 1652 : Armand de Madaillan de Lesparre, noble et homme de lettres français († 21 février 1738).
- 1660 : George Ier, roi de Grande-Bretagne († 11 juin 1727).
- 1676 : Jacopo Riccati, mathématicien italien († 15 avril 1754).
- 1692 : Geminiano Giacomelli, compositeur italien († 5 janvier 1740).

### XVIIIesiècle
- 1712 : Vincent de Gournay, économiste et philosophe français († 27 juin 1759).
- 1735 : François Christophe Kellermann, militaire français († 13 septembre 1820).
- 1738 : Joseph Ignace Guillotin, médecin et homme politique français († 26 mars 1814).
- 1739 : Claude Jean-Baptiste Jallier de Savault, architecte français († 12 octobre 1806).
- 1759 : William Pitt le Jeune, homme politique anglais, premier ministre du Royaume-Uni de 1783 à 1801 († 23 janvier 1806).
- 1760 : Alexandre de Beauharnais, militaire français († 23 juillet 1794).
- 1763 : Manuel Alberti, prêtre argentin († 31 janvier 1811).
- 1764 : Edward Livingston, juriste et homme politique américain, ancien maire de New York et sénateur de Louisiane, 11e secrétaire d'État à la Maison-Blanche († 23 mai 1836).
- 1778 : Jacinto Lara, militaire vénézuélien († 25 février 1859).
- 1779 : Thomas Moore, poète irlandais († 25 février 1852).

### XIXesiècle
- 1807 : Louis Agassiz, zoologiste et géologue américain († 14 décembre 1873).
- 1818 : Pierre Gustave Toutant de Beauregard, général confédéré américain († 20 février 1893).
- 1837 :
  - George Ashlin, architecte irlandais († 10 décembre 1921).
  - Tony Pastor, scénariste américain († 26 août 1908).
- 1839 : Luigi Capuana, écrivain italien († 29 novembre 1915).
- 1841 :
  - Sakaigawa Namiemon, sumotori japonais, 14e yokozuna († 16 septembre 1887).
  - Giovanni Sgambati, compositeur, chef d'orchestre, pianiste et pédagogue italien († 14 décembre 1914).
- 1848 : Thérèse Guasch y Toda, religieuse espagnole fondatrice des Carmélites Thérèsiennes de saint Joseph († 15 décembre 1917).
- 1850 : Frederic William Maitland, juriste et historien du droit britannique, professeur à l'Université de Cambridge († 19 décembre 1906).
- 1853 : Carl Larsson, dessinateur, illustrateur, peintre et aquarelliste suédois († 22 janvier 1919).
- 1868 : Clément Loubet, capitaine français ayant combattu dans les guerres coloniales de l'armée française en Algérie et au Maroc († 8 avril 1908).
- 1872 : Marian Smoluchowski, physicien polonais († 5 septembre 1917).
- 1873 : Olga Forche, femme de lettres russe puis soviétique († 17 juillet 1961).
- 1878 : Paul Pelliot, sinologue et aventurier français († 26 octobre 1945).
- 1879 : 
  - Milutin Milanković, ingénieur, astronome, géophysicien et climatologue serbe († 12 décembre 1958).
  - Henri-Pierre Roché, écrivain et marchand d'art français († 8 avril 1959).
- 1881 :
  - Augustin Bea, prélat allemand († 16 novembre 1968).
  - Luis Orgaz Yoldi, militaire espagnol († 31 janvier 1946).
- 1883:
  - Clough Williams-Ellis, architecte britannique († 9 avril 1978).
  - Vinayak Damodar Savarkar, poète, homme politique et idéologue nationaliste indien († 26 février 1966).
  - Václav Talich, chef d'orchestre et violoniste tchèque († 16 mars 1961).
- 1884 :
  - Edvard Beneš, homme politique tchécoslovaque († 3 septembre 1948).
  - Johannes Meyer, acteur danois († 4 novembre 1972).
- 1885 : Piet Zwart, stylicien industriel, typographe, photographe et architecte néerlandais († 24 septembre 1977).
- 1886 : Santo Trafficante, mafieux italo-américain († 11 août 1954).
- 1888 : 
  - Kaarel Eenpalu, journaliste et homme politique estonien, 6e Premier ministre d'Estonie († 28 janvier 1942).
  - Jim Thorpe, athlète américain († 28 mars 1953).
- 1889 : Richard Réti, joueur d'échecs hongrois puis tchécoslovaque († 6 juin 1929).
- 1890 : María Currea, féministe colombienne († 23 mai 1985).
- 1892 :
  - Josef Dietrich, général SS allemand († 24 avril 1966).
  - Minna Gombell, actrice américaine († 14 avril 1973).
- 1896 : Konstantin Märska, réalisateur et directeur de la photographie estonien († 30 août 1951).
- 1897 :
  - Jean Galland, acteur français († 18 juillet 1967).
  - Hank Mann, acteur, réalisateur et scénariste américain († 25 novembre 1971).
- 1898 : Olga Niewska, sculptrice polonaise († 25 mai 1943).

### XXesiècle
- 1902 Tong Dizhou, scientifique chinois († 30 mars 1979).
- 1906 :
  - Wolf Albach-Retty, acteur autrichien († 21 février 1967).
  - André Verger, joueur français de rugby († 27 mars 1978).
- 1908 :
  - Léo Cadieux, homme politique canadien († 11 mai 2005).
  - Ian Fleming, romancier britannique († 12 août 1964).
- 1909 : Red Horner (George Reginald Horner dit), hockeyeur sur glace canadien († 27 avril 2005).
- 1910 : T-Bone Walker (Aaron Thibeaux Walker dit), guitariste, chanteur et compositeur de blues américain († 16 mars 1975).
- 1912 : Patrick White, écrivain australien, prix Nobel de littérature en 1973 († 30 septembre 1990).
- 1914 : 
  - Jean Stevo, peintre belge († 7 novembre 1974).
  - Hubert Faure, militaire français avant-dernier survivant des commandos Kieffer de Normandie († 17 avril 2021).
- 1915 : 
  - Frank Pickersgill, agent secret canadien († 14 septembre 1944).
  - Jean Verdier, haut-fonctionnaire français, préfet de Paris († 7 novembre 1974).
- 1917 : 
  - Gerald Cash, homme d'État bahaméen († 6 janvier 2003).
  - Papa John Creach, violoniste américain de jazz et de rock († 22 février 1994).
- 1918 : Johnny Wayne, humoriste et acteur canadien du duo Wayne et Shuster († 18 juillet 1990).
- 1919 : Roger Parment, critique d'art et journaliste français († 18 septembre 1992).
- 1920 : 
  - Yvonne Curtet née Chabot, athlète française spécialiste du saut en longueur.
  - Gaston Lenôtre, pâtissier français († 8 janvier 2009).
  - Gene Levitt, producteur, scénariste et réalisateur américain († 15 novembre 1999).
- 1921 : 
  - Mahant Avaidyanath, prédicateur et politicien hindou († 12 septembre 2014).
  - Heinz Günter Konsalik, écrivain allemand († 2 octobre 1999).
- 1922 : 
  - Jean-Claude Brisville, romancier et dramaturge français († 11 août 2014).
  - Lucille Kallen, dramaturge, scénariste et auteur de romans policiers américaine († 18 janvier 1999).
  - André Thorent, acteur français († 27 mars 2015).
- 1923 : György Ligeti, compositeur hongrois († 12 juin 2006).
- 1924 : Paul Hébert, acteur québécois († 20 avril 2017).
- 1925 : Dietrich Fischer-Dieskau, baryton allemand († 18 mai 2012).
- 1927 : Dennis Malcolm Reader, auteur de bande dessinée britannique († 31 mars 1995).
- 1928 : 
  - Piet Moget, peintre néerlandais († 13 décembre 2015).
  - Jean-Paul Rouland, animateur de télévision français.
- 1929 : Horst Frank, acteur allemand († 25 mai 1999).
- 1931 :
  - Carroll Baker, actrice américaine.
  - Thérèse Bertherat, kinésithérapeute et essayiste française († 19 mai 2014).
- 1932 : Vladimir Kostov (Vladimir Borisov Kostov), journaliste et dissident bulgare, lanceur d'alerte dans l'affaire dite du parapluie bulgare.
- 1933 : Zelda Rubinstein, actrice américaine († 27 janvier 2010).
- 1934 : les sœurs canadiennes Dionne, premières quintuplées connues à avoir survécu au-delà de leurs enfances,
  - Annette Lillianne Marie Dionne épouse Allard ;
  - Cécile Marie Émilda Dionne épouse Langlois[10] ;
  - Émilie Marie Jeanne Dionne, morte à 20 ans dans un couvent († 6 août 1954) ;
  - Marie Reima Alma[11] Dionne épouse Houle, infirmière et mère de trois fils morte à 35 ans († 27 février 1970) ;
  - Yvonne Édouilda Marie Dionne, morte célibataire à 67 ans († 23 juin 2001).
- 1936 : Claude Forget, homme politique québécois.
- 1938 : 
  - Jacques Bredael, journaliste belge.
  - Jerry West, basketteur américain.
- 1941 : Diego Puerta, matador espagnol († 30 novembre 2011).
- 1942 : Felix Waske, peintre autrichien.
- 1943 :
  - Lou Castel (Ulv Quarzell dit), acteur suédois naturalisé italien.
  - Terry Crisp (en), joueur puis entraîneur canadien de hockey sur glace.
- 1944 :
  - Rudolph Giuliani, homme d’affaires américain, maire républicain de New York lors des attentats du 11 septembre 2001 puis avocat de D. Trump.
  - Gladys Knight, chanteuse américaine.
  - Jean-Pierre Léaud, acteur français.
  - Sondra Locke, actrice américaine († 3 novembre 2018).
  - Paul D. Scully-Power, astronaute australo-américain.
  - Billy Vera (en), chanteur, compositeur et acteur américain.
  - Patricia Quinn, actrice d'origine irlandaise.
- 1945 :
  - John Fogerty, chanteur et musicien américain.
  - Jean Perrault, homme politique québécois, maire de Sherbrooke de 1994 à 2009.
- 1947 : Bernard Mabille, humoriste et auteur français.
- 1948 :
  - Jürgen Fassbender, joueur de tennis allemand.
  - Jean-Pierre Hortoland, joueur de rugby à XV français.
  - Pierre Rapsat, chanteur belge († 20 avril 2002).
- 1949 : 
  - Roger Henrotay, footballeur belge.
  - Jean-Marc Sauvé, haut-fonctionnaire français.
- 1953 : Pierre Gauthier, gestionnaire de hockey sur glace canadien.
- 1954 : 
  - Franck Hammoutène, architecte français († 14 septembre 2021).
  - John Tory, homme politique canadien.
  - Corinne Wood, femme politique américaine.
- 1955 : Mark Howe, joueur de hockey sur glace canado-américain.
- 1956 :
  - Francis Joyon, navigateur français, vainqueur sur le fil d'une route du rhum par exemple.
  - Dominique Paillé, homme politique français.
  - John Wells, réalisateur, scénariste et producteur de théâtre et de télévision américain.
- 1957 :
  - Véronique Brouquier, escrimeuse française.
  - Susanna Driano, patineuse artistique italienne.
  - Kirk Gibson, joueur de baseball américain.
  - Sylvana Tomaselli, académicienne et historienne anglaise.
- 1959 : 
  - Małgorzata Malicka, journaliste, photographe, poétesse et théâtrologue polonaise.
  - Bernardine Evaristo, écrivaine britannique et nigériane.
- 1960 : Nobuhiro Suwa, réalisateur et scénariste japonais.
- 1961 : Mia De Schamphelaere, femme politique belge flamande.
- 1962 :
  - Bryan Kocis, producteur de films américain († 24 janvier 2007).
  - François-Henri Pinault, homme d'affaires français.
  - James Michael Tyler, acteur américain.
- 1963 : 
  - Valerie Dore, chanteuse italienne
  - Gavin Harrison, batteur anglais.
  - Zemfira Meftahatdinova, tireuse sportive azerbaïdjanaise, championne olympique.
- 1964 : Beth Herr, joueuse de tennis américaine.
- 1965 :
  - Péri Cochin (Périhane Chalabi dite), animatrice et productrice de télévision franco-libanaise.
  - Robbi Chong, actrice canadienne.
  - Stein Rønning, karatéka norvégien († 23 janvier 2008).
  - Catherine Tanvier, joueuse de tennis française.
- 1966 : 
  - Roger Kumble, réalisateur américain.
  - Fernando León Boissier, navigateur espagnol, champion olympique.
  - Jessica Tan, femme politique singapourienne.
- 1967 : 
  - Leyli Anvar, iranologue, journaliste et traductrice française, maître de conférences en langues et littérature persanes.
  - Glen Rice, basketteur américain.
- 1968 : Kylie Minogue, chanteuse pop australienne.
- 1969 :
  - Valérie Barlois, escrimeuse française.
  - Rob Ford, homme politique canadien.
  - Catherine Lachance, actrice québécoise.
- 1971 :
  - Isabelle Carré, actrice française.
  - Ekaterina Gordeeva, patineuse artistique russe.
  - Belinda Stowell, navigatrice australienne, championne olympique.
- 1972 :
  - Jocelyn Blanchard, footballeur français.
  - Miguel Cardoso, entraîneur portugais de football.
  - Chiara Mastroianni, actrice italo-française.
  - Andrea Strnadová, joueuse de tennis tchécoslovaque.
  - Antal Kovács, judoka hongrois, champion olympique.
  - David Musuľbes, lutteur russe, champion olympique.
- 1973 : Maria Mironova, actrice russe de théâtre et de cinéma.
- 1974 :
  - Romain Duris, acteur français.
  - Patrick Groulx, humoriste et animateur de radio québécois.
- 1975 : Gaël Leforestier, animateur de télévision et de radio.
- 1976 : 
  - Pamelia Kurstin, joueuse de thérémine américaine.
  - Aleksey Nemov, gymnaste russe, quadruple champion olympique.
- 1977 :
  - Jennie Abrahamson, chanteuse suédoise.
  - Domenico Longo, pâtissier italien.
- 1978 : 
  - Jimmy Casper, coureur cycliste français.
  - Sylvie Tellier, Miss France 2002 puis femme d'affaires française ayant succédé aux Fontenay au comité Miss France.
- 1979 : 
  - Sophie Balmary, rameuse d'aviron française.
  - Jesse Bradford, acteur américain.
- 1980 : Mickaël Bourgain, coureur cycliste professionnel français.
- 1981 : Derval O'Rourke, athlète irlandaise.
- 1982 : Jhonny Peralta, joueur de baseball professionnel dominicain.
- 1983 :
  - Megalyn Echikunwoke, actrice américaine.
  - Benjamin Faucon, romancier canadien.
- 1985 :
  - Colbie Caillat, chanteuse américaine.
  - Carey Mulligan, actrice américaine.
  - Simon Pouplin, footballeur français.
- 1986 :
  - Bryant Dunston, basketteur américano-slovène.
  - Othello Hunter, basketteur américano-libérien.
  - Seth Rollins, catcheur américain.
  - James Smith, chanteur britannique du groupe Hadouken!.
- 1988 :
  - Craig Kimbrel, joueur de baseball américain.
  - David Perron, joueur de hockey sur glace québécois.
- 1990 : Rohan Dennis, cycliste sur route australien.
- 1991 : Alexandre Lacazette, footballeur français.
- 1994 :
  - Alec Benjamin, chanteur américain.
  - Seong-Jin Cho, pianiste sud-coréen.
  - Marianne Verville, actrice québécoise.
- 1996 : Elizabeth Price, gymnaste américaine.
- 1998 : Kim Da-hyun, chanteuse, rappeuse et danseuse sud-coréenne du groupe Twice.
- 1999 : Cameron Boyce, acteur, danseur, chanteur et mannequin américain († 6 juillet 2019).

### XXIesiècle
- 2003 : Emma Patry, joueuse de softball et de baseball française.
- 2010 : Louis de Bourbon, prince français, fils de Louis de Bourbon.

## Décès

### XIesiècle
- 1023 : Wulfstan, parfois numéroté « II » et/ou surnommé Lupus (« le Loup »), prélat anglo-saxon, évêque de Londres puis de Worcester puis archevêque d'York, écrivain de la fin de la période anglo-saxonne en latin et en vieil anglois, auteur par exemple d'homélies et coauteur de textes de lois sous deux rois (° à une date inconnue).

### XIIIesiècle
- 1295 : Barnim II, duc de Poméranie (° vers 1277).

### XIVesiècle
- 1357 : Alphonse IV, roi de Portugal (° 8 février 1291).

### XVIIesiècle
- 1682 : Henri de Bourbon-Verneuil, fils naturel du roi Henri IV et de sa maîtresse Catherine-Henriette de Balzac d'Entragues, marquise de Verneuil (° 1601).

### XVIIIesiècle
- 1747 : Luc de Clapiers, marquis de Vauvenargues, écrivain, moraliste et essayiste français (° 5 août 1715).
- 1787 : Leopold Mozart, compositeur autrichien, père et professeur de Wolfgang Amadeus Mozart (° 14 novembre 1719).

### XIXesiècle
- 1802 : Louis Delgrès, militant anti-esclavage guadeloupéen (° 2 août 1766).
- 1805 : Luigi Boccherini, compositeur italien (° 19 février 1743).
- 1843 : Noah Webster, lexicographe américain (° 16 octobre 1758).
- 1849 : Anne Brontë, écrivaine britannique (° 17 janvier 1820).
- 1872 : Sophie de Bavière, princesse de Bavière puis archiduchesse d'Autriche (° 27 janvier 1805).
- 1878 : John Russell, homme politique britannique (° 18 août 1792).
- 1886 :
  - John Russell Bartlett, linguiste et historien américain (° 23 octobre 1805).
  - Friedrich Michelis, philosophe et théologien allemand (° 27 juillet 1815).
  - Alfred de Vergnette de Lamotte, homme politique et viticulteur français (° 5 juillet 1806).
- 1888 : Paul-Émile De Puydt, botaniste, économiste et écrivain belge (° 6 mars 1810).
- 1891 : Peter Martin Duncan, paléontologue britannique (° 20 avril 1824).
- 1893 : Felipe de Jesús Villanueva Gutiérrez, compositeur mexicain (° 5 février 1862).

### XXesiècle
- 1913 : John Lubbock, préhistorien, naturaliste et homme politique britannique (° 30 avril 1834).
- 1917 : Raoul Warocqué, homme d'affaires belge (° 4 février 1870).
- 1930 : Louis-Joseph Luçon, prélat français (° 28 octobre 1842).
- 1932 : Jacqueline Marval, artiste-peintre française (° 19 octobre 1866).
- 1952 :
  - Philippe Desranleau, évêque québécois (° 3 avril 1882).
  - Joseph Lauber, compositeur suisse (° 27 décembre 1864).
- 1953 : Léonard Chambonnaud, professeur d'études techniques français (° 25 octobre 1873).
- 1963 : Maria Costanza Panas, religieuse italienne, vénérable (° 5 janvier 1896).
- 1968 : Kees van Dongen, peintre néerlandais (° 26 janvier 1877).
- 1970 : Iuliu Hossu, prélat roumain, cardinal créé par Paul VI (° 30 janvier 1885).
- 1971 :
  - Audie Murphy, acteur et producteur américain (° 20 juin 1924).
  - Jean Vilar, homme de théâtre français (° 25 mars 1912).
- 1972 : Édouard de Windsor, éphémère roi Édouard VIII du Royaume-Uni en 1936 (° 23 juin 1894).
- 1975 : Ezzard Charles, boxeur américain (° 7 juillet 1921).
- 1981 : Stefan Wyszyński, prélat polonais, cardinal, primat de Pologne (° 3 août 1901).
- 1988 : Sy Oliver, trompettiste de jazz, compositeur, chef d’orchestre et arrangeur américain (° 17 décembre 1910).
- 1990 : Wilhelm Wagenfeld, stylicien allemand (° 15 avril 1900).
- 1994 : Julius Boros, golfeur américain (° 3 mars 1920).
- 1998 : Phil Hartman, acteur, humoriste et scénariste canadien (° 24 septembre 1948).
- 2000 : Vincentas Sladkevičius, prélat lituanien (° 20 août 1920).

### XXIesiècle
- 2002 : Louis Costel, prêtre et écrivain français (° 17 août 1930).
- 2003 :
  - Oleg Makarov, cosmonaute soviétique (° 6 janvier 1933).
  - Ilya Prigogine, physicien et chimiste belge (° 25 janvier 1917).
  - Martha Scott, actrice américaine (° 22 septembre 1912).
- 2004 : Étienne Roda-Gil, auteur de chanson et dialoguiste de cinéma français (° 1er août 1941).
- 2005 : Jean Négroni, homme de théâtre et de cinéma français (° 4 décembre 1920).
- 2007 : John Macquarrie, philosophe et théologien britannique (° 27 juin 1919).
- 2009 : 
  - Marcel Béliveau, animateur, réalisateur et comédien canadien (° 19 novembre 1939).
  - Pierre Gallien, coureur cycliste français (° 19 octobre 1911).
- 2010 : Gary Coleman, acteur américain (° 8 février 1968).
- 2011 : Alys Robi, chanteuse québécoise (° 3 février 1923).
- 2012 : Judith Nelson, soprano américaine (° 10 septembre 1939).
- 2013 : Viktor Koulikov, maréchal de l'Union soviétique, ancien commandant en chef des armées du pacte de Varsovie (° 5 juillet 1921).
- 2014 : Maya Angelou, poétesse afro-américaine (° 4 avril 1928).
- 2016 :
  - Giorgio Albertazzi, acteur et directeur artistique italien (° 20 août 1923).
  - David Cañada, cycliste espagnol (° 11 mars 1975).
  - Bryce Dejean-Jones, basketteur américain (° 21 août 1992).
  - Edward O'Hara, homme politique britannique, député de Knowsley South de 1990 à 2010 (° 1er octobre 1937).
  - Chawki Mostefaï, homme politique algérien (° 5 novembre 1919).
- 2017 :
  - Eric Broadley, ingénieur, pilote automobile et entrepreneur britannique (° 22 septembre 1928).
  - Élisabeth Chojnacka, claveciniste polonaise (° 10 septembre 1939).
  - Jean-Marc Thibault, acteur, humoriste, réalisateur et scénariste français (° 24 août 1923).
- 2018 : Paulette Coquatrix (Clara Paulette Possicelsky dite), costumière française de théâtre et de cinéma (° 28 avril 1916).
- 2019 : Apolo Nsibambi, enseignant et homme politique ougandais, Premier ministre de l’Ouganda de 1999 à 2011 (° 27 novembre 1938).
- 2020 :
  - Gracia Barrios, peintre chilienne (° 27 juin 1926).
  - Marie-Louise Belarbi, libraire, écrivaine éditrice franco-marocaine (° 26 décembre 1928).
  - Guy Bedos, humoriste et acteur français (° 15 juin 1934).
  - David Brooks, tueur en série américain (° 12 février 1955).
  - Anna Delso, militante libertaire, anarcho-syndicaliste et féministe hispano-canadienne (° 20 octobre 1922).
  - Gustaaf De Smet, coureur cycliste belge (° 15 mai 1935).
  - Celine Fariala Mangaza, militante des droits des personnes handicapées congolaise (° 27 août 1967).
  - Claude Goasguen, homme politique français, député et maire du 16e arrondissement de Paris (° 12 mars 1945).
  - Claude Heater, chanteur d'opéra américain (° 25 octobre 1967).
  - Jean-Marie Massou, sculpteur, dessinateur, collagiste et compositeur français (° 20 février 1950).
  - Bob Weighton, supercentenaire britannique de 112 ans révolus un temps doyen masculin de l'humanité (° 29 mars 1908).
- 2021 : 
  - Zablon Amanaka, footballeur international kényan (° 1er janvier 1976).
  - Mark Eaton, basketteur américain (° 24 janvier 1957).
  - Markus Egen, hockeyeur sur glace puis entraîneur allemand (° 14 septembre 1927).
  - Henrik Enderlein, économiste et politologue allemand (° 13 septembre 1974).
  - Benoît Sokal, scénariste et dessinateur de bande dessinée belge (° 28 juin 1954).
- 2022 : 
  - Walter Abish, écrivain américain (° 24 décembre 1931).
  - Evaristo Carvalho, homme politique santoméen (° 22 octobre 1941).
  - Bo Hopkins, acteur américain (° 2 février 1938).
  - Svend Jakobsen, homme politique danois (° 1er novembre 1935).
  - Marino Masè, acteur italien (° 21 mars 1939).
  - Bujar Nishani, homme politique et État albanais (° 28 septembre 1966).
  - Yves Piétrasanta, homme politique français (° 19 août 1939).
- 2023 :
  - Frédéric Barbier, historien français (° 27 août 1952).
  - Isa Barzizza, actrice italienne (° 22 novembre 1929).
  - David Brewer, courtier en assurances et homme politique britannique (° 28 mai 1940).
  - Choi Il-nam, écrivain sud-coréen (° 29 décembre 1932).
  - Jean-Claude Cros, joueur de rugby à XV français (° 10 juin 1941).
  - Antonio Gala, dramaturge, romancier et scénariste espagnol (° 2 octobre 1930).
  - Owen Gingerich, professeur et chercheur en astronomie et en histoire des sciences américain (° 24 mars 1930).
  - Mele Siuʻilikutapu, princesse du Tonga (° 12 mai 1948).
  - Karim Tizouiar, auteur-compositeur-interprète algérien (° 2 mars 1963).
  - Harald zur Hausen, médecin et virologue allemand (° 11 mars 1936).
- 2025 :
  - Al Foster, batteur américain (° 18 janvier 1943).
  - Salman Hashimikov, lutteur et un catcheur soviétique puis russe (° 5 avril 1953).
  - Per Nørgård, compositeur danois (° 13 juillet 1932).
  - Jacques Robert, juriste et universitaire français (° 29 septembre 1928).
  - Claude Roussel, artiste en art visuel canadien (° 6 juillet 1930).
  - George E. Smith, scientifique et physicien américain (° 10 mai 1930).
  - Ngugi wa Thiong'o, écrivain kényan (° 5 janvier 1938).

## Célébrations

### Internationales
- « Journée internationale d'action pour la santé des femmes »,
- dont journée mondiale de l'hygiène menstruelle.

### Nationales
- Arménie et Azerbaïdjan : « fête de la République » commémorant l'indépendance de ces deux pays voisins vis-à-vis de l'éphémère République démocratique fédérative de Transcaucasie en 1918.
- Croatie (Union européenne) : dan oružanih snaga Republike hrvatske (« jour des forces armées ») pour commémorer leur création en 1991 au sortir de l'ex-Yougoslavie[12].
- Éthiopie (siège de l'Union africaine) : fête nationale connue sous le nom de « fête de la chute du Derg »[13] commémorant la fin de la junte militaire du gouvernement militaire provisoire de l'Éthiopie socialiste / Derg en 1991.
- Philippines : « fête du drapeau »[14].

### Saints des Églises chrétiennes

#### Saints des Églises catholiques et orthodoxes
Référencés ci-après in fine, :
- André le Fou (IXe siècle), esclave d'origine scythe qui vivait à Constantinople, fol en Christ.
- Chéron (IVe siècle - Ve siècle ?), « Caraunus » ou « Ceraunus », apôtre de la Beauce et martyr près de Chartres par la main de brigands.
- Crescent († vers 244 ou Ve siècle) ou « Crescens », avec Dioscoride, Paul et Helladius, martyrs à Rome.
- Germain de Paris († 576), évêque de Paris.
- Guillaume de Gellone (° vers 750/755 - † entre 812 et 815), « Guillaume d'Aquitaine » ou « Guillaume le Grand », comte de Narbonne et duc d'Aquitaine devenu moine après sa victoire sur des Sarrasins, fondateur du monastère de Gellone.
- Héliconis de Thessalonique († v. 340), martyr.
- Just d'Urgell († 546), premier évêque d'Urgell non loin d'Andorre.
- Manvieu de Bayeux († 480), évêque.
- Rigomer de Meaux (Ve siècle), évêque.

#### Saints et bienheureux des Églises catholiques
référencés ci-après :
- Antoine-Julien Nowowiejski (en) († 1941), bienheureux, évêque polonais, martyr en camp de concentration.
- Gizur († 1177), évangélisateur en Islande où il érigea une première cathédrale à Reykjavik.
- Guillaume d'Orange († 1070), bienheureux, prince de la famille d'Orange, officier dans l'armée du futur empereur d'Allemagne Henri IV puis ermite.
- Herculan de Piegaro († 1451), bienheureux prêtre franciscain italien.
- Jean de Jésus-Marie († 1615), bienheureux religieux carme espagnol.
- Jorand (XIIIe siècle), moine.
- Ladislas Demski († 1940), bienheureux prêtre polonais martyr.
- Lanfranc de Cantorbéry († 1089), bienheureux moine italien d'origine et devenu évêque.
- Margaret Pole († 1541), bienheureuse laïque anglaise et martyre.
- Maria Costanza Panas († 1963), bienheureuse religieuse clarisse italienne.
- Marie-Séraphine du Sacré-Cœur († 1911), bienheureuse religieuse italienne et fondatrice des sœurs des Anges.
- Paul Hanh († 1859), Laïc vietnamien martyr.
- Stefan Wyszyński († 1981), bienheureux cardinal polonais.
- Thomas Ford, Jean Shert et Robert Johnson († 1582), bienheureux prêtres anglais martyrs.
- Ubaldesca Taccini († 1206), religieuse italien.

#### Saint orthodoxe
- Ignace de Rostov (ru) († 1288), évêque de Rostov (Veliki)[16], aux dates éventuellement "juliennes" / orientales.
- Mitros († 1794), martyr.
- Zacharie de Prousse († 1082), martyr.

### Prénoms du jour
Bonne fête aux Germain, leurs variants masculins : Germaine, German, Germano ; voire leur féminin Germaine dont la fête majeure se situe plutôt les 15 juin.
Et aussi aux :
- Guillaume et ses principales variantes masculines en français Guilhem, Guilherme, Guillem, Guillemin, Guillerme et Guillermo et formes féminines Guillaumette, Guillaumine, Guillemette et Guillemine (fête majeure le 10 janvier).
- Joran et ses variantes : Jorand, Jorant, Jord, Jorhant, Jorj, Yoran (fête majeure des Georges et variantes les 23 avril hors-Bretagne et "celtitude").
- Lanfranc en mémoire de Lanfranc de Cantorbéry (voir 27 mai de la saint-Augustin-de-Cantorbéry et de la saint-Bède le vénérable de Cantorbéry des 27, 26 et 25 mai).
- Margaret et ses autres formes : Margarete, Margareth, Margarethe, Margarett et Margarette (fête majeure le 16 novembre).

## Traditions et superstitions

### Dictons
- « À la saint-Germain, les jours sont beaux tous les matins. »
- « Soleil de saint-Germain, nous promet du bon vin. »[17]
- « Tant que mai n'est au vingt huit, l'hiver n'est pas cuit. »[18]

### Astrologie
Signe du zodiaque : 7e jour du signe astrologique des Gémeaux.

## Refrains de chansons sur / deSaint-Germain-des-Présà Paris
- « Il n'y a plus d'après, à St-Germain-des-Prés », de Gréco et Prévert / Queneau,
- « Viens à Saint-Germain », de Dany Brillant, etc.

## Toponymie
Les noms de plusieurs voies, places, sites ou édifices de pays ou provinces francophones contiennent cette date sous différentes graphies : voir Vingt-Huit-Mai .